# Жак Николас Биљо-Варен
Жак Николас Биљо-Варен (фр. Jacques Nicolas Billaud-Varenne; 23. април 1756—3. јун 1819) је био француски револуционар, учесник Француске револуције.

## Биографија
Рођен је у Ла Рошелу као син адвоката. Стекао је солидно образовање. Након доласка у Париз, и сам је постао адвокат. Одушевљено је пришао Револуцији одмах по њеном избијању. Члан јакобинског клуба постао је 1790. године. Био је један од најенергичнијих говорника против краља. Након покушаја бега краља Луја XVI и његове породице у Варен, објавио је памфлет "L’Acéphocratie" у коме тражи успостављање федералне републике. Његов говор од 1. јула у јакобинском клубу изазвао је подсмех присталица уставне монархије. Учесник је револуције од 10. августа 1792. године, а оптужен је и за учешће у Септембарском масакру, односно масакру у затвору Абаје, мада за то нису пронађени докази. Изабран је за посланика Националног конвента. Говорио је у корист укидања монархије и увођења новог, револуционарног календара. Гласао је за погубљење Луја XVI. Један је од главних Монтањара. Активно учествује у сукобима са жирондинцима. Током јакобинске диктатуре, члан је Комитета јавне безбедности. Захтевао је суђење Марији Антоанети пред Револуционарним судом. Нападао је Ебера и Дантона, као један од Робеспјероваца. У међувремену је објавио књигу "Les Éléments du républicanisme" у којој тражи поделу имовине свим француским грађанима. Пред Термидорску реакцију, Биљо-Варен се окреће против Робеспјера, уплашен за своју безбедност. И сам је ухапшен током Термидорске реакције. Конвент је 1795. године донео одлуку о депортовању Биљо-Варена у Француску Гвајану. Након Наполеоновог државног удара 18. бримера, одбио је помиловање које му је понудио први конзул. Напустио је Гвајану 1816. године и склонио се у Порт-о-Пренс на Хаити где је и умро 3. јуна 1819. године од дизентерије. Године 1821. објављени су мемоари Биљо-Варена под насловом "Mémoires de Billaud-Varenne écrits à Port-au-Prince".